# Кужамбу
Кужамбу (там. குழம்பு) — поширена страва в кухнях Тамілнаду та Шрі-Ланки. Готується на основі тамаринда, може включати різноманітне м'ясо, овочі та в деяких випадках дал.
Кужамбу — це водяниста страва на основі бульйону з тамаринду, суміші спецій, яка включає мелене насіння коріандру, пажитник і тор дал, і може включати свіжі або сушені овочі, змішаний свіжий кокос або кульки з висушеної сочевиці (vadagam, там. வடகம்). Його можна зробити водянистим, як бульйон, або густим, як підлива. Страва дуже популярна як гарнір до рису в північних регіонах Шрі-Ланки та південних регіонах Індії, особливо в Таміл Наду, Карнатаці та Кералі. У Телангані та Андхра-Прадеш кужамбу називають пулусу. У Карнатаці його називають саару. Різновидів Кужамбу незліченна, у кожному регіоні та громаді Таміл Наду готують його з типовою варіацією, адаптованою до свого смаку та середовища.
Поширена помилкова думка, що сочевиця (дал) є основним інгредієнтом кужамбу. Існують такі різновиди кужамбу, як паруппу кужамбу (там. பருப்பு, що означає dal) і паттані кужамбу, які містять сочевицю, але переважна більшість не вживає дал, окрім невеликої кількості, яка використовується як спеція або під час темперування.

## Приготування
Приготування кужамбу значно відрізняється залежно від типу, але його основні методи приготування включають спочатку темперування листя каррі, цілих зерен чорної гірчиці, цілих зерен кмину, сухого червоного перцю чилі та часто подрібненого урад дала на рослинній олії. Для кужамбу, що включає овочі, їх нарізають, а потім додають до смаженої страви, причому спочатку додають цибулю-шалот і часник, а в останню чергу додають пюре або нарізані кубиками помідори. Далі додають сіль і мелені спеції (які часто готують заздалегідь), і, нарешті, тамариндовий сік (тамаринд, замочений у воді), або тамариндовий концентрат і воду. Для м'яса або риби овочі кужамбу пасерують, як описано вище, потім додають м'ясо або рибу та змішують з пасерованими овочами. Потім в останню чергу додається бульйон з меленого кокоса, води і масали. М'ясні кужамбу зазвичай густіші. Потім страва готується приблизно 20 хвилин і зазвичай подається з рисом.

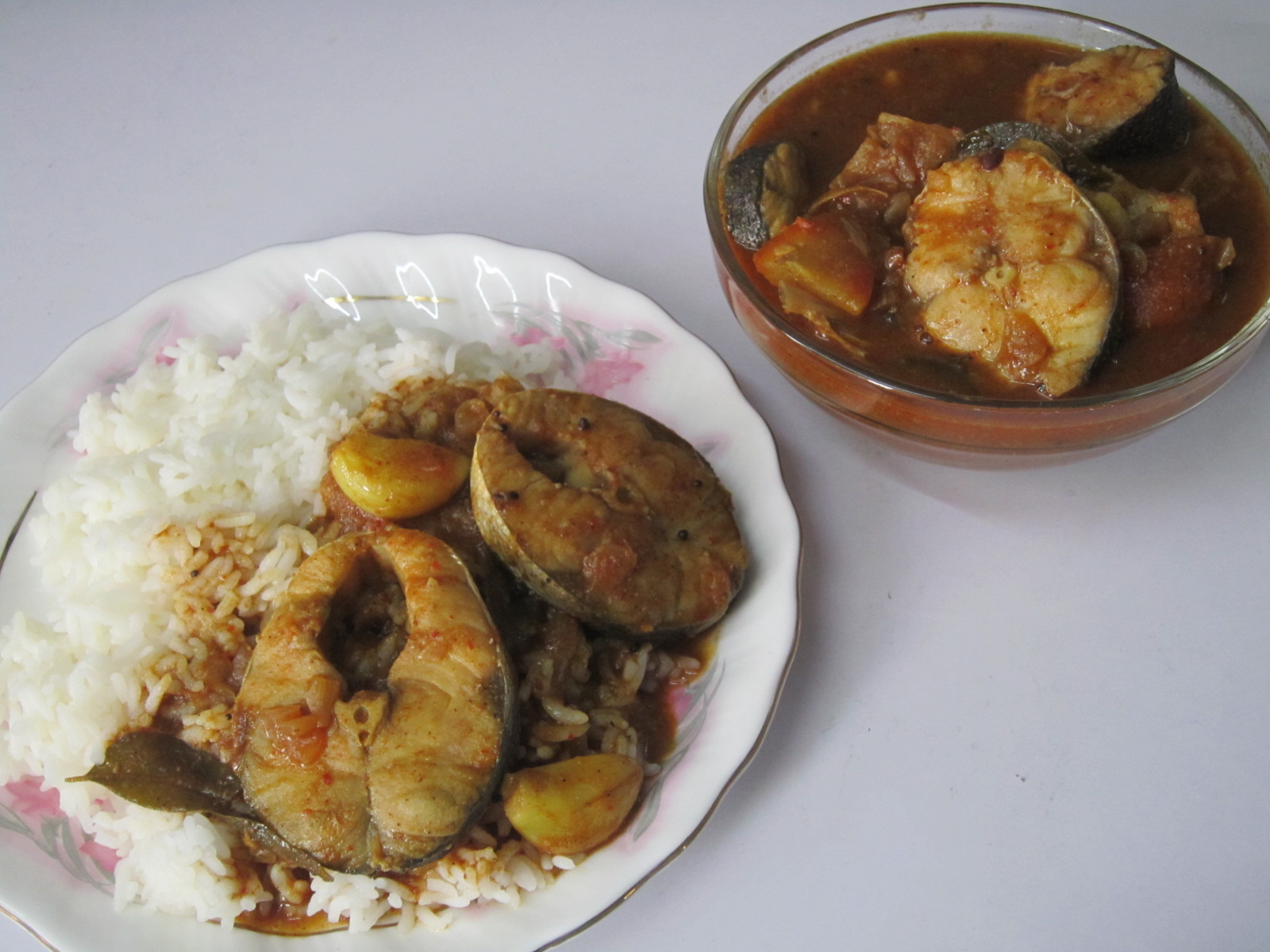